# Улица Быковского (Балашиха)
Улица Быковского — улица в городе Балашиха Московской области. Названа в честь лётчика-космонавта СССР В. Ф. Быковского.

## История
Местность, через которую проходит улица Быковского, была издавна известна как деревня Гущинка. Эта деревня возникла в окрестностях мельницы Гущинки, известной ещё с давних времён. В летописных источниках XVI века имеется такая запись: «На речке на Пехорке два пруда, и при них мушные мельницы. Крупчатка первая, именуемая Плошиха, вторая Гущенка, каждая о двух поставах».
В 60-х годах XX века расположение деревни Гущинки практически полностью совпадало с построенной вскоре на её месте улицей Быковского. Это хорошо можно видеть на карте Генштаба 1964 года.

## Описание
Улица расположена в центральной части Балашихи, на левом берегу реки Пехорка.
Начинается от проспекта Ленина восточнее большой плотины на реке, в районе расположенного на южной стороне проспекта рынка «СОПТА».
Отходит от проспекта сначала на север в виде проезда между многоэтажным жилым комплексом (просп. Ленина, 53) и огороженной территорией школы-лицея № 5 со спортплощадкой (просп. Ленина, 55). После этого поворачивает на северо-восток, идя вдоль границы смешанного лесного массива Городского парка культуры и отдыха и отделяя его от жилой застройки.
Заканчивается на пересечении с улицей Терешковой у автозаправочной станции (ул. Терешковой, 19) и начала гаражной застройки под линией электропередачи вдоль «Пьяной дороги». Продолжением улицы Быковского за перекрёстком является проезд Трудовых Резервов.
Нумерация домов от проспекта Ленина (только по застроенной правой, юго-восточной стороне улицы).

## Здания и сооружения
- № 10 (первый по порядку) — жилой дом (5 этаж.; кирпичн.)
- № 2 — жилой дом (5 этаж.; кирпичн.)
- № 6 — жилой дом (5 этаж.; кирпичн.)
- № 8 — детский сад № 52 «Синичка» (с логопедической группой)
- № 12 — жилой дом
- № 14 — жилой дом (5 этаж.; кирпичн.)
- № 16 — жилой дом
- № 18 — жилой дом (9 этаж., 2-секцион.; кирпичн.)
- № 20 — жилой дом с магазином на первом этаже (5 этаж., 4 под.; кирпичн.). В торце здания располагается Балашихинское телевидение[4].

## Знаменитости
На улице Быковского вырос известный телекомментатор Василий Уткин.

## Интересные факты
В сентябре 2010 года в детском саду «Синичка» (ул. Быковского, 8), на территории которого по вечерам собирались местные подростки, сформировалась банда грабителей и убийц. Главарями банды стали бодибилдер Анис, учившийся в ПТУ на повара, и восьмиклассник Дима Длинный, чьих родственников судили за участие в Балашихинской ОПГ. 14—16-летние подростки начали грабить пассажиров, приезжавших на электропоезде из Москвы на станцию Балашиха и шедших потом через расположенные рядом городской парк культуры и отдыха и Озёрный лесопарк. Нападения происходили всегда во второй половине дня, но не слишком поздно. Бандиты выбирали одинокого пассажира посолиднее, просили закурить, а потом неожиданно били его по голове. Лежащего на земле человека забивали ногами до смерти или закалывали ножами. Всю осень и начало зимы 2010—2011 года в лесных массивах центра Балашихи обнаруживали криминальные трупы. Всего, по мнению следствия, было совершено 27 убийств. Дело вело Главное следственное управление Следственного комитета России (СКР) по Московской области, выйдя на заключительную стадию в начале 2012 года.